# Wiosłonos chiński
Wiosłonos chiński (Psephurus gladius) – wymarły gatunek ryby jesiotrokształtnej z rodziny wiosłonosowatych (Polyodontidae), największa słodkowodna ryba Chin. Jest jedynym przedstawicielem rodzaju Psephurus.

## Występowanie
Występował w rzece Jangcy i jej dopływach. Ostatni żywy osobnik został zaobserwowany w 2003.
Spadek liczebności odnotowywaano już między XIII a XIX wiekiem, ale w latach 70. XX wieku utrzymywano roczne połowy na poziomie ok. 25 ton. Gatunek wciąż występował w niewielkich ilościach w latach 80. (32 osobniki zostały złowione w 1985 r.), a młode zaobserwowano jeszcze w 1995.
Według pracy z 2019 opublikowanej w czasopiśmie „Science of the Total Environment” gatunek należy uznać za wymarły. Główną przyczyną jego wyginięcia było przełowienie i utrata krytycznych siedlisk, a także budowa Zapory Trzech Przełomów i zapory Gezhouba, co pozbawiło populację dostępu do morza i podzieliło ją na mniejsze subpopulacje, uniemożliwiając migrację na tarło.
W lipcu 2022 roku Międzynarodowa Unia Ochrony Przyrody wpisała wiosłonosa na listę gatunków wymarłych.

## Cechy morfologiczne
Osiągał do 3 m długości i 300 kg masy ciała. Publikowana długość standardowa (SL) 7 m i masa 500 kg jest kwestionowana. Podobnie jak wiosłonos amerykański miał wyrostki filtracyjne, ale krótsze i mniej liczne. Także pysk (rostrum) miał krótszy w stosunku do długości ciała.

## Rozród
Tarł się wczesną wiosną w rzekach i jeziorach na kamienisto-żwirowym lub kamienistym dnie.

## Odżywianie
Odżywiał się rybami.